# Wolfgang Meng
Wolfgang Meng (* 10. Dezember 1920 in Ratingen; † 7. September 2003 in Solingen) war ein deutscher Maler und Graphiker sowie Kustos am Deutschen Klingenmuseum in Solingen.

## Leben und Werk
Wolfgang Meng wurde in Ratingen geboren und wuchs nach Umzug seiner Eltern ab 1925 in Düren auf, damals noch französisches Besatzungsgebiet. Nach Abitur am Realgymnasium und anschließendem Arbeitsdienst nahm er am 1. Oktober 1939 sein Studium an der Kunstakademie Düsseldorf auf. Exakt ein Jahr später wurde er zum Militärdienst eingezogen mit Kriegseinsatz in Italien, Griechenland, Dänemark und Jugoslawien. 1946 kam er nach Solingen und wurde schnell im Kunstmilieu der Stadt und darüber hinaus bekannt.
Nach Eröffnung des Deutschen Klingenmuseums am 7. August 1954 wurde er einer die ersten Mitarbeiter sowie als Kustos für Sonderausstellungen und Herausgabe von Katalogen zuständig. 1962 war er Gründungsmitglied der Interessengemeinschaft Solinger Künstler. In dieser Zeit entstanden, neben seinen graphischen Arbeiten, zunehmend Ölmalereien auf unterschiedlichen Untergrundmaterialien. Ab 1971 trat er auch literarisch in Erscheinung und verfasste erste Gedichte. Beruflich schied er 1981 aus dem Deutschen Klingenmuseum aus.
Künstlerisch blieb er weiterhin aktiv, nahm an Ausstellungen teil, insbesondere an der jährlichen Bergischen Kunstausstellung in Solingen, und unternahm eine Vielzahl von Reisen in Deutschland und Europa.
1992 wurde ihm der Kulturpreis der Stadt Solingen durch die Bürgerstiftung Baden verliehen.
Das Ehepaar Wolfgang und Liselotte Meng (geb. Meyer) vermachte seinen finanziellen Nachlass je zur Hälfte dem Deutschen Klingenmuseum und dem Museum Baden. Das Kunstmuseum Solingen erhielt zudem die Werke des Künstlers.